# دولت‌آباد (خوسف)
روستای دولت آباد ، روستایی است از توابع بخش جلگه ماژان شهرستان خوسف، واقع در استان خراسان جنوبی که بر اساس سرشماری سال ۱۳۸۵ مرکز آمار ایران، جمعیت آن بالغ بر ۵۷۸ نفر بوده است .

## منبع
1. ↑  «پایگاه اینترنتی مرکز آمار ایران». بایگانی‌شده از اصلی در ۱۴ نوامبر ۲۰۰۹. دریافت‌شده در ۳۱ ژانویه ۲۰۰۸.